# Edmo Fenoglio
Edmo Fenoglio (Torino, 4 giugno 1928 – Torino, 7 settembre 1996) è stato un regista, sceneggiatore e traduttore italiano.

## Biografia
Edmo Fenoglio si era diplomato in regia all’Accademia nazionale d'arte drammatica "Silvio D’Amico" nel 1954, lo stesso anno dell'inizio delle trasmissioni della televisione italiana.
È stato regista di un numero notevole di romanzi sceneggiati e spettacoli per il teatro di prosa trasmessi sul piccolo schermo. Si ricordano in particolare I Giacobini del 1962, derivato dal dramma di Federico Zardi, e Il conte di Montecristo del 1966, con Andrea Giordana e Giuliana Lojodice, oltre che l'unica interpretazione drammatica di Peppino De Filippo nella versione televisiva del dramma di Harold Pinter Il guardiano del 1977, con Ugo Pagliai e Lino Capolicchio.
Ha diretto inoltre anche spettacoli goldoniani come La bottega del caffè.
È deceduto a 68 anni.

## Vita privata
È cugino del doppiatore Adolfo Fenoglio.

## Televisione
- L'istantanea sotto l'orologio di Gastone Tanzi, trasmessa il 27 ottobre 1956.
- Le buone occasioni di Chiara Serino, trasmesso il 6 settembre 1960.
- La nostra pelle di Sabatino Lopez, trasmesso il 28 ottobre 1960.
- Le miserie 'd Monssù Travet di Vittorio Bersezio, trasmesso il 6 dicembre 1960.
- Gli addii di Guido Cantini, trasmesso il 20 gennaio 1961.
- Il candeliere di Alfred de Musset, trasmesso il 3 febbraio 1961.
- Ritratto di donna di Clotilde Masci, trasmessa il 5 aprile 1961.
- Candida di George Bernard Shaw, trasmessa il 7 aprile 1961.
- Guerra in tempo di bagni, dal racconto di Gandolin, adattamento di Edmo Fenoglio e Adolfo Moriconi, trasmesso il 14 luglio 1961.
- Il più forte di Giuseppe Giacosa, trasmesso il 27 ottobre 1961.
- Il maestro dei ragazzi, dal racconto di Giovanni Verga, adattamento di Aldo Nicolaj, trasmesso il 16 novembre 1961.
- I coniugi Spazzoletti, dal racconto di Emilio De Marchi, adattamento di Giuseppe Cassieri, trasmesso il 23 novembre 1961.
- Elettra di Sofocle, trasmessa il 1⁰ dicembre 1961.
- Raccomandato di ferro di Ephraim Kishon, trasmesso il 26 febbraio 1962.
- I Giacobini di Federico Zardi, trasmesso dall'11 marzo al 15 aprile 1962.
- Una burla riuscita, dal racconto di Italo Svevo, trasmessa il 3 maggio 1962.
- L'invito al castello di Jean Anouilh, trasmesso il 13 agosto 1962.
- La verità sospetta di Juan Ruiz de Alarcón, trasmessa il 24 settembre 1962.
- Il mago della pioggia di N. Richard Nash, trasmesso l'11 gennaio 1963.
- La foresta di Aleksandr Nikolaevič Ostrovskij, trasmessa il 14 gennaio 1963.
- Senza dote di Aleksandr Nikolaevič Ostrovskij, trasmessa l'8 luglio 1963.
- Le anime morte, dal romanzo di Nikolaj Gogol', trasmessa in due parti, il 7 e 14 luglio 1963.
- Gli equivoci di una notte di Oliver Goldsmith, trasmesso il 24 gennaio 1964.
- Le gocce, originale televisivo di Fabio Storelli, trasmesso il 1⁰ luglio 1964.
- I grandi camaleonti di Federico Zardi, sceneggiato in 8 puntate, trasmesso dall'11 ottobre al 29 novembre 1964.
- Il giocatore, dal romanzo omonimo di Fëdor Dostoevskij, trasmesso in due parti, il 21 e 28 febbraio 1965.
- Il padrone del villaggio, da un racconto di Fëdor Dostoevskij, trasmesso in due parti, il 7 e 14 marzo 1965.
- Come le foglie di Giuseppe Giacosa, trasmesso il 26 marzo 1965.
- Il marito geloso di Sole Sandri, trasmesso il 27 giugno 1965.
- Cab Cobelli, telecabaret di Badessi, Cobelli, Luzi, 4 puntate, trasmesso dal 14 novembre al 5 dicembre 1965.
- I fuochi di San Giovanni di Hermann Sudermann, trasmesso il 14 ottobre 1966.
- Il conte di Montecristo, dal romanzo di Alexandre Dumas padre, sceneggiato in 8 puntate, trasmesso dal 6 novembre al 23 dicembre 1966.
- Il Calapranzi, dall'omonima commedia di Harold Pinter, trasmessa il 14 ottobre 1967.
- Le case del vedovo di George Bernard Shaw, trasmesso il 28 maggio 1968.
- Tartarino sulle Alpi, dal romanzo di Alphonse Daudet, sceneggiato in 4 puntate, trasmesso dal 6 al 27 settembre 1968.
- Maria Stuarda di Friedrich Schiller, in due parti, trasmessa l'8 e 10 settembre 1968.
- Piccoli borghesi di Maksim Gor'kij, trasmesso il 26 novembre 1968.
- L'onorevole Ercole Malladri di Giuseppe Giacosa, trasmesso il 4 marzo 1969.
- Una serata fuori di Harold Pinter, trasmessa il 6 maggio 1969.
- I giorni dei Turbin di Michail Bulgakov, in due parti, trasmesso l'8 e 10 giugno 1969.
- La nuora di David Herbert Lawrence, trasmessa il 9 settembre 1969.
- Elisabetta d'Inghilterra di Ferdinand Bruckner, trasmessa il 27 gennaio 1970.
- Il berretto a sonagli di Luigi Pirandello, trasmesso il 15 dicembre 1970.
- Qualcuno bussa alla porta, episodio La vedova, di Tonino Guerra e Lucile Laks, trasmesso il 15 gennaio 1971.
- L'ereditiera di Ruth e August Goetz, trasmessa il 5 febbraio 1971.
- I Buddenbrook, dal romanzo di Thomas Mann, 7 puntate, trasmesso dal 21 febbraio al 4 aprile 1971.
- Il marchese di Roccaverdina, dal romanzo di Luigi Capuana, 3 puntate, trasmesso dal 25 giugno al 9 luglio 1972.
- Il più gran ladro della città di Dalton Trumbo, trasmesso l'11 agosto 1972.
- Ricordo di Federico Zardi, con Enzo Biagi, Edmo Fenoglio, Vittorio Gassman, Leone Piccioni, trasmesso il 12 novembre 1972.
- Il prezzo di Arthur Miller, trasmesso il 1⁰ dicembre 1972.
- Il calzolaio di Vigevano, dal romanzo di Lucio Mastronardi, sceneggiatura di Edmondo Fenoglio, trasmesso il 17 luglio 1973.
- La bottega del caffè di Carlo Goldoni, trasmessa il 28 dicembre 1973.
- La bufera, dal romanzo di Edoardo Calandra, 3 puntate, trasmessa dall'8 al 22 luglio 1975.
- Il guardiano di Harold Pinter, trasmesso il 21 gennaio 1977.
- Il ladro in casa, Italo Svevo, trasmesso il 21 settembre 1978.
- A torto e a ragione, originale televisivo di Antonio Saguera, Dante Troisi e Edmo Fenoglio, 3 episodi, trasmesso dal 27 dicembre 1978 al 10 gennaio 1979.
- Sceneggiata italiana di Laura Falavolti, Edmo Fenoglio, Brunello Maffei e Leoncarlo Settimelli, 4 episodi, trasmessa dal 10 al 31 gennaio 1980.
- Le tre capitali, sceneggiato da Edmo Fenoglio, Brunello Maffei e Gian Andrea Rocco, trasmessa il 20 agosto 1982.
- Ahi! Giovinezza giovinezza, sceneggiato da Edmo Fenoglio e Brunello Maffei, trasmesso il 27 agosto 1982.
- Il castello dei fantocci, sceneggiato da Edmo Fenoglio, Brunello Maffei e Gian Andrea Rocco, trasmesso il 3 settembre 1982.
- I pianti della liberazione, sceneggiato da Edmo Fenoglio, Brunello Maffei e Gian Andrea Rocco, trasmesso il 10 settembre 1982.
- Carte in tavola di William Somerset Maugham, trasmesso il 26 settembre 1982.
- Ho sognato il paradiso di Guido Cantini, trasmesso il 24 ottobre 1982.
- Capannina di André Roussin, trasmessa il 30 ottobre 1983.
- Ma non è una cosa seria di Luigi Pirandello, trasmessa il 27 novembre 1983.
- Torino: una donna di Edmo Fenoglio
  - Misa Mordeglia Mari, 27 maggio 1984
  - Magda Olivero, 3 giugno 1984
  - Carol Rama, 10 giugno 1984
- La porta chiusa di Marco Praga, trasmessa il 28 aprile 1986.
- Segreto Callas di Edmo Fenoglio, trasmesso il 10 settembre 1987.
- Angeli caduti di Noël Coward, trasmessa il 17 giugno 1991.
- Tè e simpatia di Robert Anderson, trasmesso il 20 luglio 1992.

## Prosa radiofonica

### Regista
- Giorni e giorni sugli alberi di Marguerite Duras, trasmesso l'11 luglio 1966.
- Scuola serale di Harold Pinter, trasmessa il 16 settembre 1967.
- Prima che il gallo canti, dall'opera di Cesare Pavese, 15 puntate, trasmesso dal 24 aprile al 12 maggio 1972.
- L'apprendista segnalatore di Brian Phelan, trasmesso il 27 settembre 1973.
- Vere donne di Anne Charlotte Leffler, trasmessa il 19 marzo 1975.
- La rigenerazione di Italo Svevo, trasmessa il 4 dicembre 1975.
- L'invincibile di Alfredo Oriani, trasmesso il 4 febbraio 1976.
- La festa del calzolaio di Thomas Dekker, trasmesso il 2 maggio 1976.
- La tregua dal romanzo di Primo Levi, 7 puntate, trasmessa dal 25 aprile al 16 maggio 1978.
- La maschera e il volto di Luigi Chiarelli, trasmesso il 17 aprile 1980.
- Una cosa di carne di Rosso di San Secondo, trasmessa il 4 giugno 1981.
- La giornata di uno scrutatore, dal racconto di Italo Calvino, 5 puntate, trasmesso dal 25 al 29 aprile 1994.
- La casa disabitata di Giovanni Giraud, trasmessa il 1⁰ gennaio 1995.
- Un giovane che ha molto sofferto di Mélesville, trasmesso l'8 gennaio 1995.
- Il cuoco e il segretario di Eugène Scribe, trasmesso il 15 gennaio 1995.
- La sposa e la cavalla di Félix-Auguste Duvert, trasmessa il 22 gennaio 1995.
- Una scommessa fatta a Milano e vinta a Verona di Cesare Della Valle, trasmessa il 29 gennaio 1995.
- Funerali e danze di Francesco Cameroni, trasmesso il 5 febbraio 1995.
- Il cachemire verde ovvero Il simpatico seduttore di Alexandre Dumas (padre) e Eugène Nus, trasmesso il 12 febbraio 1995.
- Acapulco il brasiliano di Henri Meilhac e Ludovic Halévy, trasmesso il 19 febbraio 1995.
- I due sordi di Jules Moinaux, trasmesso il 26 febbraio 1995.
- Ventinove gradi all'ombra di Eugène Labiche, trasmesso il 5 marzo 1995.
- Chi non prova non crede ovvero le scarpe strette di Tebaldo Checchi, trasmesso il 12 marzo 1995.
- Il commissario è un buon diavolo di Georges Courteline e Jules Lévy, trasmesso il 19 marzo 1995.
- Il sottoscala di Giuseppe Calenzoli, trasmessa il 26 marzo 1995.

### Attore
- Nathan il saggio di Gotthold Ephraim Lessing, regia di Vittorio Sermonti, trasmesso il 28 aprile 1976.

## Teatro
- L'anitra selvatica di Henrik Ibsen – saggio di regia, Roma, Teatro Valle, 13 aprile 1954.
- Morti senza tomba di Jean-Paul Sartre, Teatro Stabile di Genova (1955)
- Anfitrione di Tito Maccio Plauto, Genova, Piccolo Teatro Eleonora Duse, 14 dicembre 1955.
- Elettra di Sofocle, Teatro Olimpico di Vicenza, 1 dicembre 1961.
- La colonna infame di Dino Buzzati, Milano, Teatro Sant'Erasmo, 23 ottobre 1962.
- Narcisi e Mamme a Milano, da Carlo Terron, Milano, Teatro S. Erasmo, 11 gennaio 1963.
- Il villaggio di Stepanchikovo e i suoi abitanti, da Fëdor Dostoevskij, Catania, Teatro Musco, 10 novembre 1964.
- Zio Vanja di Anton Čechov, Catania, Teatro Musco, 25 novembre 1965.
- Sei personaggi in cerca d'autore di Luigi Pirandello, Catania, Teatro Musco, 13 gennaio 1966.
- Edipo a Colono di Sofocle, Torino, Giardini di Palazzo Reale, 26 luglio 1966.
- Il portiere di Harold Pinter, Modena, Teatro Comunale, 9 gennaio 1967.
- Jean Paul Sartre, a cura di Gerardo Guerrieri, Roma, Teatro Valle, 26 aprile 1966.
- Moravia, per esempio..., a cura di Giuseppe D’Avino e Gerardo Guerrieri, Roma, Teatro Eliseo, 15 giugno 1967.
- Morte di un commesso viaggiatore di Arthur Miller, Parma, Teatro Regio, 9 novembre 1967.
- La bottega della fantasia, da Aldo Palazzeschi, Roma, Teatro Valle, gennaio 1968
- Il caso Matteotti di Franco Cuomo, Roma, Teatro della Lungara, 13 marzo 1968.
- Hellzap happening di Castaldo, Faele e Torti (1969)
- La duchessa di Amalfi di John Webster, Carrara, 31 luglio 1971.
- La rigenerazione di Italo Svevo, Trieste, Politeama Rossetti, 7 novembre 1973; dal 14 al 19 aprile 1975, XI Festival della prosa di Londra
- Casina di Plauto, Parco Rignon di Torino, 30 luglio 1974.
- Nemico del popolo! di Henrik Ibsen, Bologna, Teatro Duse, 26 novembre 1974; dal 14 al 19 aprile 1975, XI Festival della prosa di Londra
- Morte di un commesso viaggiatore di Arthur Miller, con Tino Buazzelli e Gabriella Giacobbe, Casina, Plautus Festival, 1 agosto 1975.
- Spettri di Henrik Ibsen, Bari, Teatro Piccinni, 25 ottobre 1975.
- I vecchi di San Gennaro di Raffaele Viviani, Torino, Teatro Nuovo (stagione 1975-1976)
- Processo di famiglia di Diego Fabbri, Padova, Teatro Verdi, 30 gennaio 1977.
- L'uomo, la bestia e la virtù, di Luigi Pirandello, Roma, 25 ottobre 1977.
- La maschera e il volto di Luigi Chiarelli, Roma, 20 dicembre 1979.
- La moglie ideale di Marco Praga, con Mario Erpichini, Roma, Teatro Colosseo, aprile 1980.
- L'uomo che incontrò se stesso di Luigi Antonelli, Roma, Teatro Sala Umberto, 15 gennaio 1981.
- La cameriera brillante di Carlo Goldoni, Estate Teatrale Veronese, 22 luglio 1981.
- La moglie ideale di Marco Praga, con Pino Colizzi, Roma, Teatro Ghione, marzo 1982.
- A piedi nudi nel parco di Neil Simon, compagnia Paola Quattrini, 13 ottobre 1982.
- Il ladro in casa di Italo Svevo, Milano, Teatro dei Filodrammatici, 21 gennaio 1984.
- L'importanza di chiamarsi Ernesto di Oscar Wilde, Roma, Teatro Ghione, dicembre 1984.
- Ti presento Roma mia... di Ghigo De Chiara e Fiorenzo Fiorentini, Roma (1985)
- L’avventura di Maria di Italo Svevo, Roma, Teatro Ghione, 23 ottobre 1985.
- La bisbetica domata di William Shakespeare, Roma, Teatro Ghione, marzo 1987.
- La professione della signora Warren di George Bernard Shaw, Roma, Teatro Ghione, 5 gennaio 1988.
- L'uomo, la bestia e la virtù di Luigi Pirandello, Roma, Teatro Ghione, novembre 1988.
- Il lutto si addice ad Elettra di Eugene O'Neill, Roma, Teatro Ghione, marzo 1989.
- Gli ultimi cinque minuti di Aldo De Benedetti, Roma, Teatro Ghione, 29 dicembre 1989.
- Casta diva donna luna, recital di Athina Cenci, Festival di Fermo, 5 marzo 1991.
- Pastiche. Serata lirica, direttore Roberto Soldatini, Festival di Fermo, 19 luglio 1991.
- Molto rumore per nulla di William Shakespeare, Roma, Teatro Ghione, 11 ottobre 1991.
- Con la penna d’oro di Italo Svevo, Milano, Teatro dei Filodrammatici, 7 dicembre 1991.
- La rata volòira di Mario Brusa, Renzo Lori, Edmo Fenoglio, da La pulce nell’orecchio di Georges Feydeau, compagnia Comica Piemontese (1993)
- Tromlin an Paradis, due tempi di Mario Brusa, Edmo Fenoglio, Renzo Lori, liberamente tradotto e adattato da Le Paradis di Hennequin, Bilhaud e Barré, Torino, Teatro Erba, 23 dicembre 1993.
- L'importanza di chiamarsi Ernesto di Oscar Wilde, Roma, Teatro Ghione (1995) (ripresa in occasione del centenario della commedia)
- La fija del poeta, compagnia Comica Piemontese, Vercelli, Teatro Civico, 11 aprile 1996.